# Скляров, Павел Иванович
Павел Иванович Скляров (29 августа 1906 — 21 января 1991) — советский государственный деятель, председатель Запорожского промышленного облисполкома (1963—1964).

## Биография
Учился в средней школе города Кременная.
В 1939 вступил в ВКП(б). В том же году был членом Ревизионной комиссии Компартии Украины. В 1949—1956 — директор моторостроительного завода № 478 в Запорожье. Восстанавливал авиационную промышленность. Был командирован в Германию, участвовал в вывозе лучших образцов авиационного оборудования.
В 1956—1960 — директор Запорожского машиностроительного завода. Депутат Верховного Совета СССР 4-го созыва (1956—1958).
В 1960—1961 — 1-й заместитель председателя, в 1961—1962 гг. — председатель Совета народного хозяйства Запорожского экономического административного района.
В 1963—1964 — председатель исполнительного комитета Запорожского промышленного областного Совета.
В 1964—1974 — секретарь Запорожского областного комитета КП(б) Украины. Депутат Верховной Рады УССР 6 созыва (1963—1967) от Бердянского городского избирательного округа.
Благодаря Склярову в Запорожье появился институт усовершенствования врачей и медицинский институт.
После был управляющим строительным трестом.

## Награды
- Орден Трудового Красного Знамени (1941, 1957, 1966)[11]
- Орден Красной Звезды (1941)
- Орден Октябрьской Революции (1971)
- Медали За доблестный труд в Великой Отечественной войне (1945), 20 лет Победы в Великой Отечественной войне 1941—1945 гг. (1965), За доблестный труд в ознаменование 100-летия со дня рождения В. И. Ленина (1970), За победу над Германией (1971)
- Почётная грамота Президиума Верховного Совета Украинской ССР (1966)